# Бортников, Александр Васильевич
Алекса́ндр Васи́льевич Бо́ртников (род. 15 ноября 1951, Молотов) — российский государственный деятель. Директор ФСБ России с 12 мая 2008. Постоянный член Совета безопасности Российской Федерации с 25 мая 2008. Генерал армии (2006). Герой Российской Федерации.
Председатель Национального антитеррористического комитета, председатель Совета руководителей органов безопасности и спецслужб стран СНГ. Полный кавалер ордена «За заслуги перед Отечеством».
По обвинению в покушении на оппозиционного политика Алексея Навального с применением химического оружия и поддержку российской войны против Украины находится под персональными международными санкциями всех стран Европейского союза, Великобритании, США, Канады, Швейцарии, Австралии, Японии, Украины, Новой Зеландии.

## Биография
Родился 15 ноября 1951 года в городе Молотов, как тогда называлась Пермь. В 1966 году вступил в ряды ВЛКСМ.
В 1973 году окончил Ленинградский институт инженеров железнодорожного транспорта. Работал по специальности на предприятиях города Гатчины Ленинградской области. В 1975 году окончил Высшую школу КГБ СССР имени Ф. Э. Дзержинского в Москве, в этот период вступил в КПСС, в которой находился до её роспуска.
С 1975 года — в органах государственной безопасности. Проходил службу на должностях оперативного и руководящего состава в контрразведывательных подразделениях УКГБ СССР по Ленинградской области — УФСБ по городу Санкт-Петербургу и Ленинградской области. До июня 2003 года — заместитель начальника Управления ФСБ России по Санкт-Петербургу и Ленинградской области по контрразведывательным операциям. С 1 июля 2003 по 28 февраля 2004 года — начальник Управления ФСБ России по Санкт-Петербургу и Ленинградской области. С 2 марта 2004 года — заместитель директора ФСБ России — начальник Департамента экономической безопасности ФСБ России. С 11 июля 2004 года — руководитель Службы экономической безопасности ФСБ России. Воинское звание генерал-полковник присвоено в 2006 году. По некоторым данным, очередное воинское звание генерал армии присвоено 20 декабря 2006 года, то есть с разницей всего в несколько месяцев.

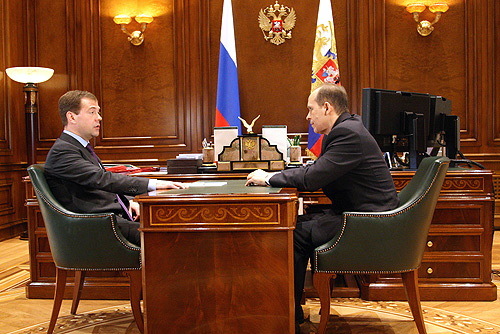
Доклад президенту России Д. Медведеву о завершении антитеррористической операции в Чечне, 27 марта 2009 года

С июля 2004 года — член Межведомственной рабочей группы по разработке концепции национальной стратегии противодействия легализации преступных доходов. С октября 2004 года — член Правительственной комиссии по вопросам экономической интеграции. С ноября 2004 по май 2008 года — член совета директоров ОАО «Совкомфлот». С апреля 2005 года — член Комиссии по экспортному контролю РФ. С декабря 2005 года — член Правительственной комиссии по вопросам топливно-энергетического комплекса и воспроизводства минерально-сырьевой базы. С апреля 2006 года — член Правительственной комиссии по обеспечению интеграции предприятий авиастроительного комплекса Российской Федерации.
С 12 мая 2008 года — директор ФСБ России, председатель Национального антитеррористического комитета, а с 25 мая — также постоянный член Совета безопасности Российской Федерации. С 19 мая 2008 года — член Совета и президиума Совета при президенте РФ по противодействию коррупции. С 22 мая 2008 года — председатель Совета руководителей органов безопасности и спецслужб стран СНГ. С 17 октября 2008 года — член Совета при президенте РФ по развитию финансового рынка. С 1 ноября 2008 года — член Совета и президиума Совета при президенте РФ по развитию информационного общества в Российской Федерации.

## Международное сотрудничество
В феврале 2015 года по приглашению американской стороны Бортников во главе российской межведомственной делегации принял участие в состоявшемся в Вашингтоне, США, саммите по противодействию насильственному экстремизму. Полёт в США совершил на единственном в своём роде авиалайнере ФСБ Ту-214ВПУ (высотный пункт управления) с бортовым номером RA-64523.

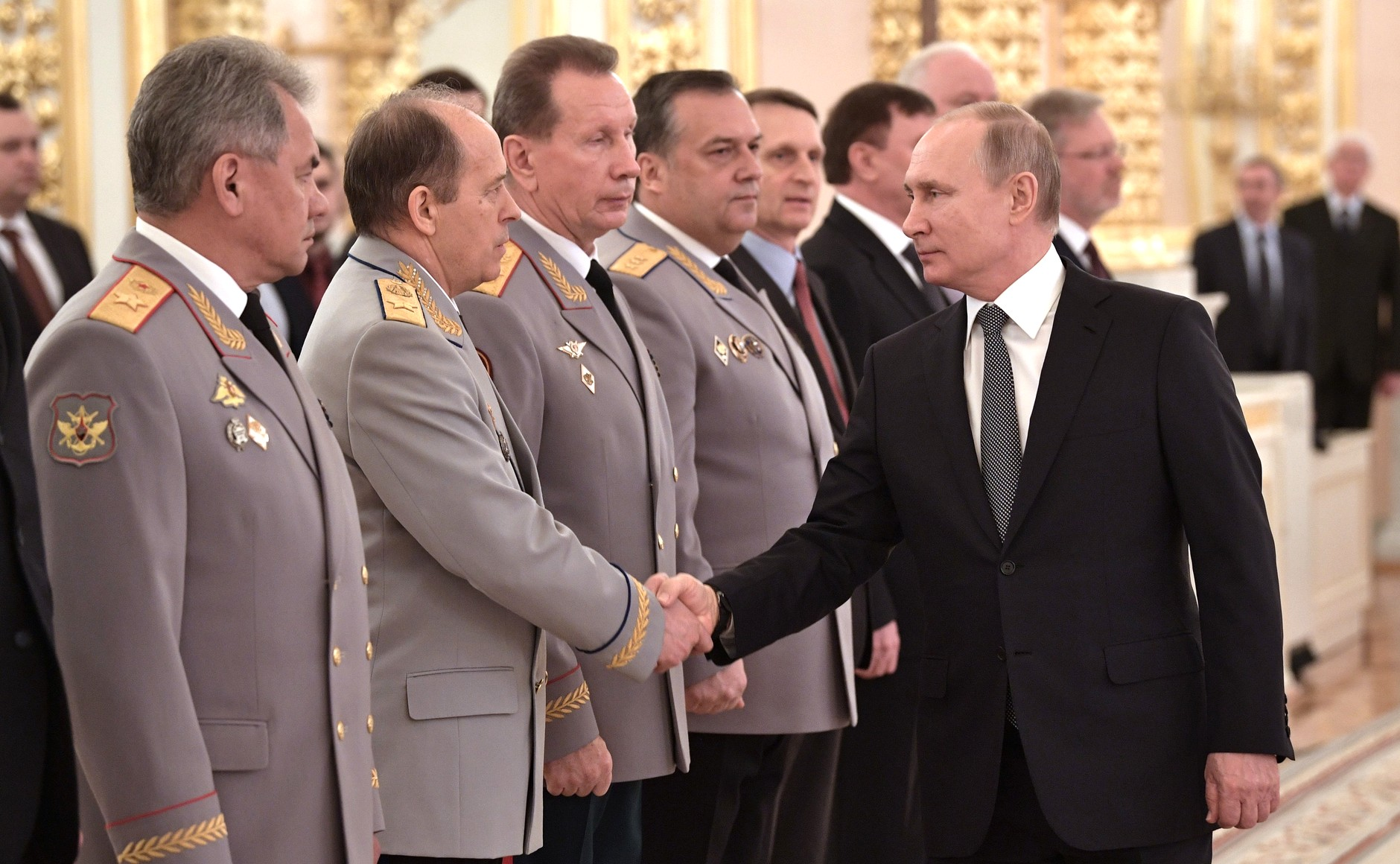
C президентом России Владимиром Путиным, 11 апреля 2019 года

27—28 января 2018 года Бортников вновь совершил визит в США — вместе с главой СВР Нарышкиным и начальником военной разведки Коробовым (двое последних в санкционном списке США). Все они встретились в Вашингтоне с директором ЦРУ Помпео; визит был расценён наблюдателями в США как крайне необычный. Стороны обсудили угрозы возвращения из Сирии боевиков «Исламского государства», которые ранее прибыли воевать в Сирию из России и стран Центральной Азии, согласно заявлению для СМИ директора ЦРУ Майка Помпео.

## Международные санкции

### Санкции Евросоюза и Канады в связи с Войной на востоке Украины (2014)
26 июля и 5 августа 2014 года в связи с войной на востоке Украины против Бортникова введены санкции Евросоюза и Канады. Вместе с тем в санкционный список США из 35 близких к Владимиру Путину чиновников, депутатов и бизнесменов Бортников включён не был.

### Санкции Евросоюза и Великобритании в связи с покушением на Алексея Навального (2020)
15 октября 2020 года Европейский союз и Великобритания ввели санкции против Александра Бортникова за покушение на оппозиционного политика Алексея Навального с применением химического оружия. Санкции предусматривают запрет на въезд в ЕС и на финансовые операции, а также замораживание активов. По данным Евросоюза, только российские власти имеют доступ к отравляющему нервно-паралитическому веществу из группы «Новичок», которым отравили Алексея Навального, а во время отравления за Навальным осуществлялась слежка. Принимая во внимание эти обстоятельства, Евросоюз пришёл к выводу, что покушение на Навального могло произойти только с участием ФСБ. «Учитывая его руководящую роль в ФСБ, Александр Бортников несёт ответственность за побуждение и оказание поддержки лицам, которые осуществили или были причастны к отравлению Алексея Навального нервно-паралитическим веществом „Новичок“, что, согласно Конвенции о запрещении химического оружия, является использованием химического оружия».

### Санкции США, Новой Зеландии, Канады, Швейцарии, Австралии и Украины в связи с признанием ДНР и ЛНР (2022)
Из-за нарушения территориальной целостности и независимости Украины во время российско-украинской войны находится под персональными международными санкциями разных стран.
22 февраля 2022 года в ответ на признание Россией независимости ДНР и ЛНР во время российско-украинского кризиса 2021—2022 годов США ввели санкции против нескольких российских физических лиц и банков, включая Бортникова и его сына Дениса.
С 18 марта 2022 года находится под санкциями Новой Зеландии. С 3 марта 2022 под персональными санкциями Японии. С 21 марта 2022 года находится под санкциями Канады. С 2 апреля 2022 года находится под санкциями Швейцарии. С 1 октября 2022 года находится под санкциями Австралии. Указом президента Украины Владимира Зеленского с 7 сентября 2022 года находится под санкциями Украины.

## Критика

### Отравление Александра Литвиненко
В расследовании журнала The New Times, опубликованном в феврале 2007 года, со ссылкой на источник в ФСБ России утверждалось, что руководство ФСБ участвовало в разработке плана по убийству Александра Литвиненко, и что Александр Бортников, в то время занимавший пост главы отдела экономической безопасности ФСБ, был назначен куратором операции.

### Обвинения в коррупции
27 июля 2015 года опубликовано журналистское расследование «Новой газеты», из которого следует, что Бортников, как и ряд других руководящих сотрудников ФСБ, причастен к сделке с землёй в Одинцовском районе Подмосковья. Согласно данным издания, которое цитировали ещё ряд СМИ, в результате продажи 4,8 га земли бывшего ведомственного детского сада на Рублёво-Успенском шоссе каждый участник сделки получил около 2,5 млн долларов. По утверждению газеты, опубликованные расследования являются одной из причин, в силу которых ФСБ предложило закрыть общий доступ к сведениям Росреестра о владельцах недвижимости. Пресс-секретарь президента РФ Дмитрий Песков заявил, что ему не известно о том, чтобы в администрации президента проводилось какое-либо расследование, поскольку этим должна заниматься ФСБ.

### Обвинения в оправдании сталинских репрессий
В декабре 2017 года группа профессоров, членов-корреспондентов и академиков РАН в открытом письме, опубликованном газетой «Коммерсантъ», критиковала Бортникова за его интервью главному редактору «Российской газете» Владиславу Фронину по случаю 100-летнего юбилея Всероссийской чрезвычайной комиссии, в котором глава ФСБ, по мнению учёных, оправдывал сталинские репрессии. Заместитель председателя Совета Научно-информационного и просветительского центра общества «Мемориал», историк Никита Петров по этому поводу в интервью «Новой газете» отметил правовой нигилизм интервью Бортникова.

## Семья и доходы
- Жена — Бортникова Татьяна Борисовна — домохозяйка, находится на пенсии.
- Сын — Бортников Денис Александрович (род. 19 ноября 1974) окончил Санкт-Петербургский государственный университет экономики и финансов. С 1996 по 2004 год работал в ОАО «Промышленно-строительный банк» (в июне 2007 года переименован в ОАО «Банк ВТБ Северо-Запад», с 2011 года — банк ВТБ (ПАО)), руководитель Северо-Западного регионального центра, старший вице-президент, с ноября 2011 года — член правления. С 5 декабря 2014 года — член совета ассоциации «Ленинградская областная торгово-промышленная палата»[24].
- Брат: Бортников Михаил Васильевич 1953 года рождения, гвардии полковник в отставке.
- Сестра: Бортникова Ольга Васильевна 1958 года рождения — пенсионер.

За 2009 год Александр Бортников задекларировал доход 4,7 млн рублей, за 2013 год — 8,72 млн рублей, за 2015 год — 11,5 млн рублей.

## Награды
- Герой Российской Федерации
- Орден Святого Георгия IV степени (2018)[26]
- Орден «За заслуги перед Отечеством» I степени
- Орден «За заслуги перед Отечеством» II степени
- Орден «За заслуги перед Отечеством» III степени
- Орден «За заслуги перед Отечеством» IV степени
- Орден Александра Невского
- 2 Ордена Мужества
- Орден «За военные заслуги»
- Орден Почёта
- Орден Дружбы
- Заслуженный сотрудник органов безопасности Российской Федерации
- Почётная грамота правительства Российской Федерации (15 ноября 2006) — за большой личный вклад в обеспечение экономической безопасности страны и многолетнюю добросовестную службу[27]
- Грамота Содружества Независимых Государств (3 сентября 2011) — за активную работу по укреплению и развитию Содружества Независимых Государств[28]
- Медаль Государственной Думы Федерального Собрания Российской Федерации (21 ноября 2024) — за большой вклад в обеспечение безопасности страны, защиту конституционного строя и развитие законодательства[29]